# Manutenção de coleção

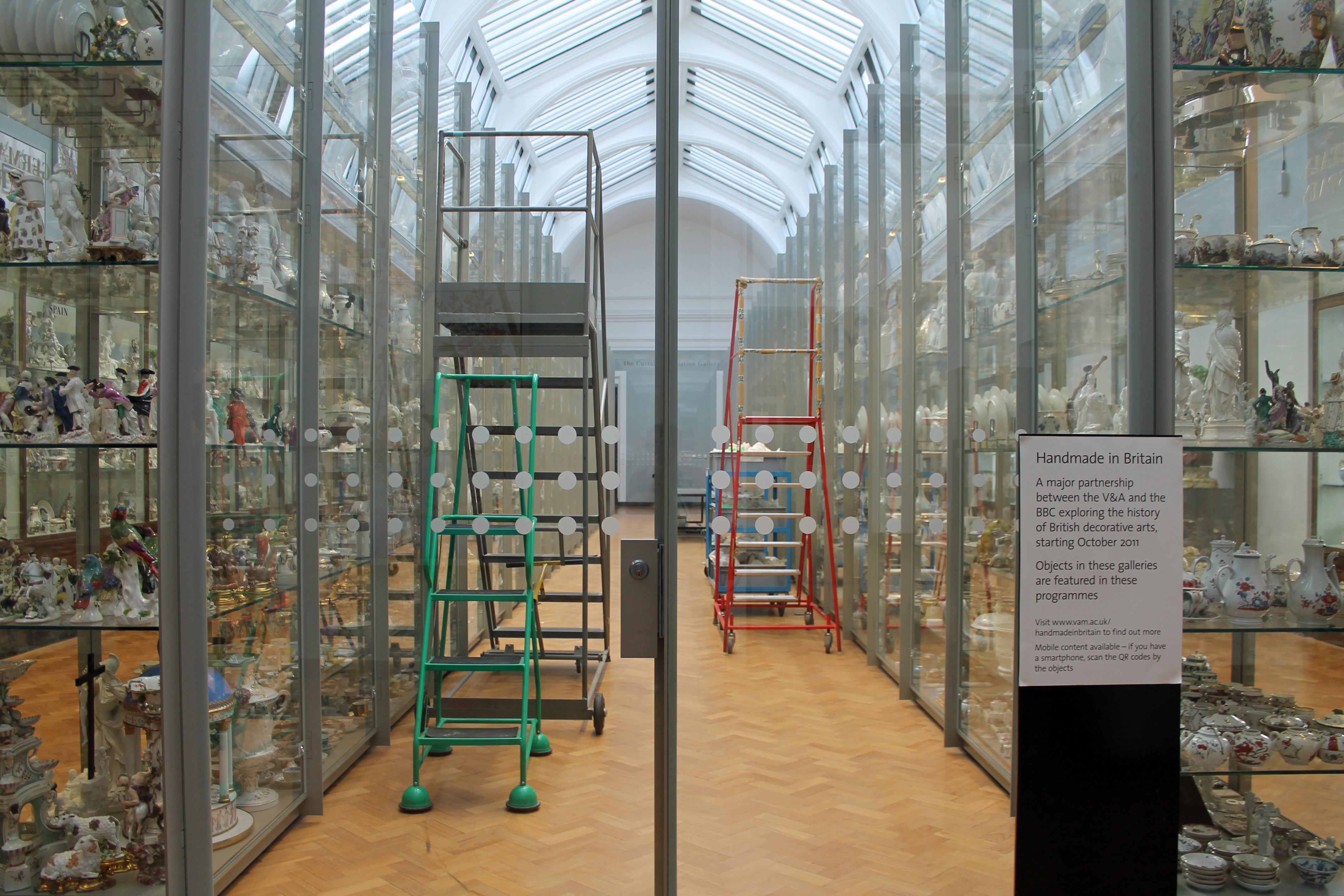
Armazenamento de objetos no Victoria & Albert Museum.

A manutenção de coleção é uma conjunto de ações tomadas com o objetivo de garantir a preservação de um acervo, diminuindo os riscos de degradação dos objetos. Esse tipo de manutenção é realizado por profissionais especializados, tais como conservadores-restauradores, arquivistas, curadores e museólogos.

## Tipos de degradação
Existem diferentes tipos de degradação que um acervo pode vir a sofrer, o que também vai depender dos tipos de materiais que compõem a coleção e dos fatores ambientais do local. É necessário realizar exames acerca da composição de cada objeto e de sua respectiva necessidade de conservação. Pode-se categorizar os fatores de degradação em:
- Física: a umidade relativa e a temperatura inadequada podem causar degradação principalmente de objetos muito sensíveis como o papel e a matéria orgânica.
- Química: a poeira ou até mesmo a poluição podem reagir quimicamente com a superfície dos objetos.
- Biológica: animais e principalmente micro-organismos como fungos.
- Antrópicos: manuseio e exposição inadequada, vandalismo e roubo.
- Catástrofes: inundações, terremotos, furacões, incêndios e guerras.

## Controle ambiental

### Temperatura
A temperatura, como agente de deterioração, atua principalmente em conjunto com a umidade relativa, mas pode causar danos por si só. Nos extremos, a temperatura pode causar danos estruturais a alguns materiais; a tinta pode se tornar quebradiça com o calor excessivo e alguns plásticos podem amolecer ou derreter com o calor. Há de se observar também que altas temperaturas aceleram processos químicos e biológicos de degradação.

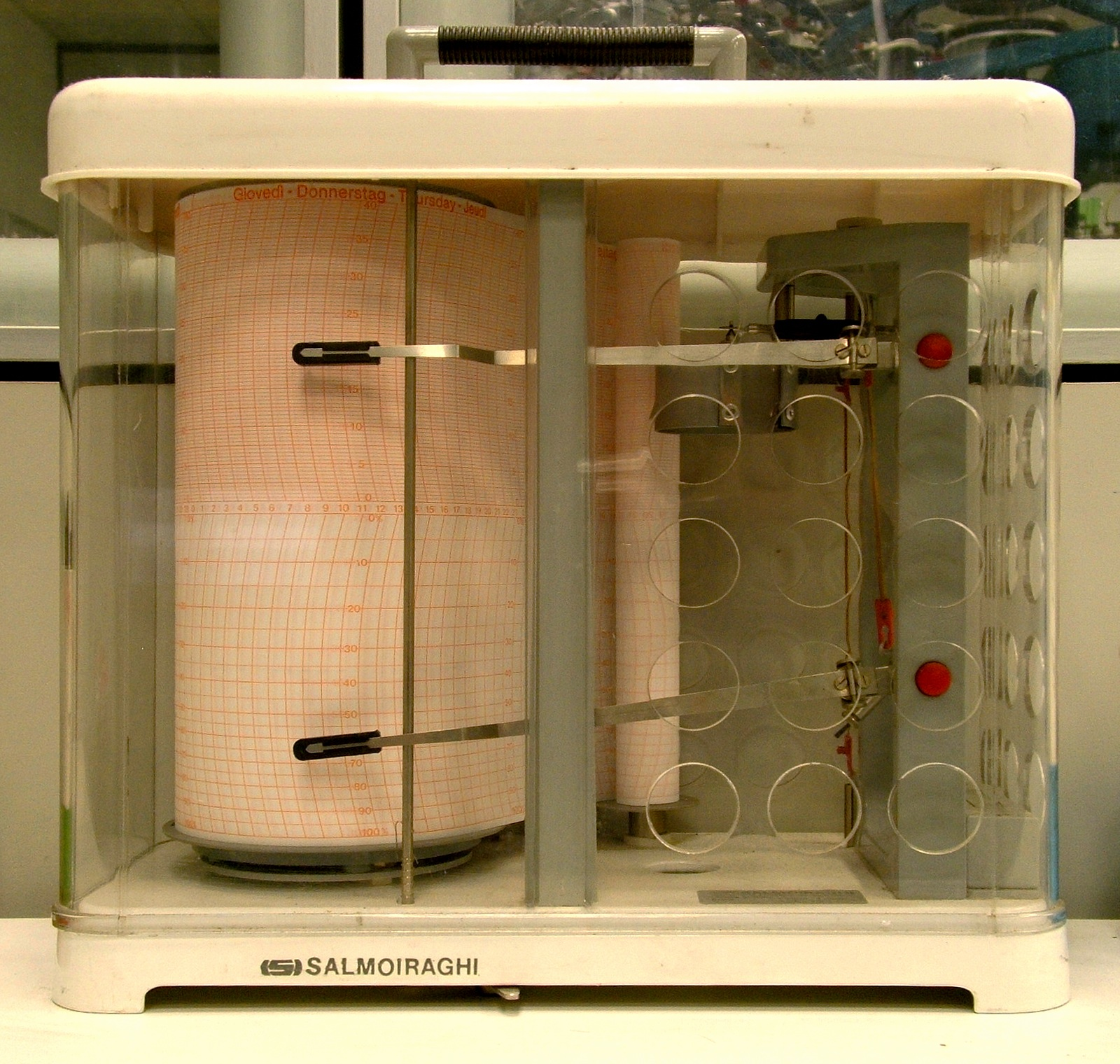
Um termo-higrógrafo

### Umidade relativa
Umidade relativa (UR) é a quantidade de água mantida no ar em relação à quantidade que poderia ser mantida em ar totalmente saturado. A possível quantidade de umidade retida em um determinado momento está diretamente relacionada à temperatura, já que o ar quente retém mais umidade do que o frio. As instituições de coleta visam manter a UR constante nas exposições e áreas de armazenamento porque muitos objetos orgânicos se expandem e contraem conforme a temperatura e a UR mudam. Os móveis incham e grudam com a umidade, mas podem rachar ou encolher se houver pouca umidade. “Temperatura e umidade relativa rapidamente flutuantes agravam todos esses efeitos”. A alta umidade pode acelerar o crescimento de fungos e causar algumas alterações químicas, como a corrosão do metal.

### Luz
A luz, no que se refere à manutenção de coleções, é composta por luz visual e ultravioleta (UV). Ambos os tipos de luz podem causar danos, pois “a radiação luminosa que incide sobre uma superfície fornece energia para induzir mudanças químicas nas moléculas do material”.
Prevenir danos leves é difícil porque é necessário ter um ambiente iluminado tanto para os visitantes quanto para as pessoas que trabalham com os objetos. A exposição, entretanto, pode ser diminuída garantindo que as luzes estejam acesas apenas quando as pessoas estiverem presentes, seja por membros da equipe de vigilantes ligando e desligando as luzes manualmente, interruptores do temporizador ou com sensores de movimento. A luz natural das janelas deve ser reduzida ou eliminada em todos os espaços, cobrindo-as com cortinas, persianas ou filtros de absorção de UV. Onde as luzes estão frequentemente acesas, como em galerias e áreas de escritórios, um medidor de luz deve ser usado para determinar quanta exposição luminosa as coleções estão recebendo. Isso deve ser feito pelo menos uma vez por ano e os ajustes devem ser realizados de acordo com os dados coletados.

### Poeira e sujeira
A poeira pode conter vários materiais, incluindo pele, mofo e fragmentos inorgânicos como sílica ou enxofre. É importante manter as coleções livres de poeira sempre que possível, porque ela pode ficar presa a uma superfície com o tempo, tornando-se significativamente mais difícil de remover. A poeira é higroscópica, o que significa que é capaz de atrair e reter moléculas de água, criando um clima ideal para que os esporos de mofo cresçam e causem danos biológicos ao material.
A melhor maneira de prevenir danos causados por poeira é controlar e prevenir seu acúmulo substancial. Isso pode ser feito usando filtros de ar nos sistemas de aquecimento e no ar condicionado, bem como usando aspiradores de pó equipados com filtros HEPA, quando possível. Limitar a quantidade de áreas de superfície expostas das coleções também pode evitar que a poeira se acumule nos objetos. Isso pode ser feito armazenando objetos em caixas feitas com papel acid free, em gabinetes específicos para objetos, em gavetas ou mesmo cobrindo as prateleiras abertas com uma folha de polietileno.

## Armazenamento e manutenção
Quando os objetos não estão em exposição, eles devem ser guardados em um local protegido denominado reserva técnica que deve ser uma área independente e climatizada, ligada aos espaços de trabalho e pesquisa. O local deve ser restrito apenas aos profissionais e deve possuir a infraestrutura necessária para receber e acomodar os objetos com segurança. Essas práticas são fundamentais, pois elas permitem a sobrevida dos objetos após eventos inesperados. No caso do incêndio do Museu Nacional no Rio de janeiro, por exemplo, parte dos 70% da coleção Imperatriz Teresa Cristina, “composta de um total de 700 objetos e afrescos datados do século VII a.C. a III d.C. das cidades de Pompeia e Herculano”, não sofreu danos pois estava em armários apropriados, que não foram consumidos pelo fogo e permitiram a conservação dessas peças.

### Organização

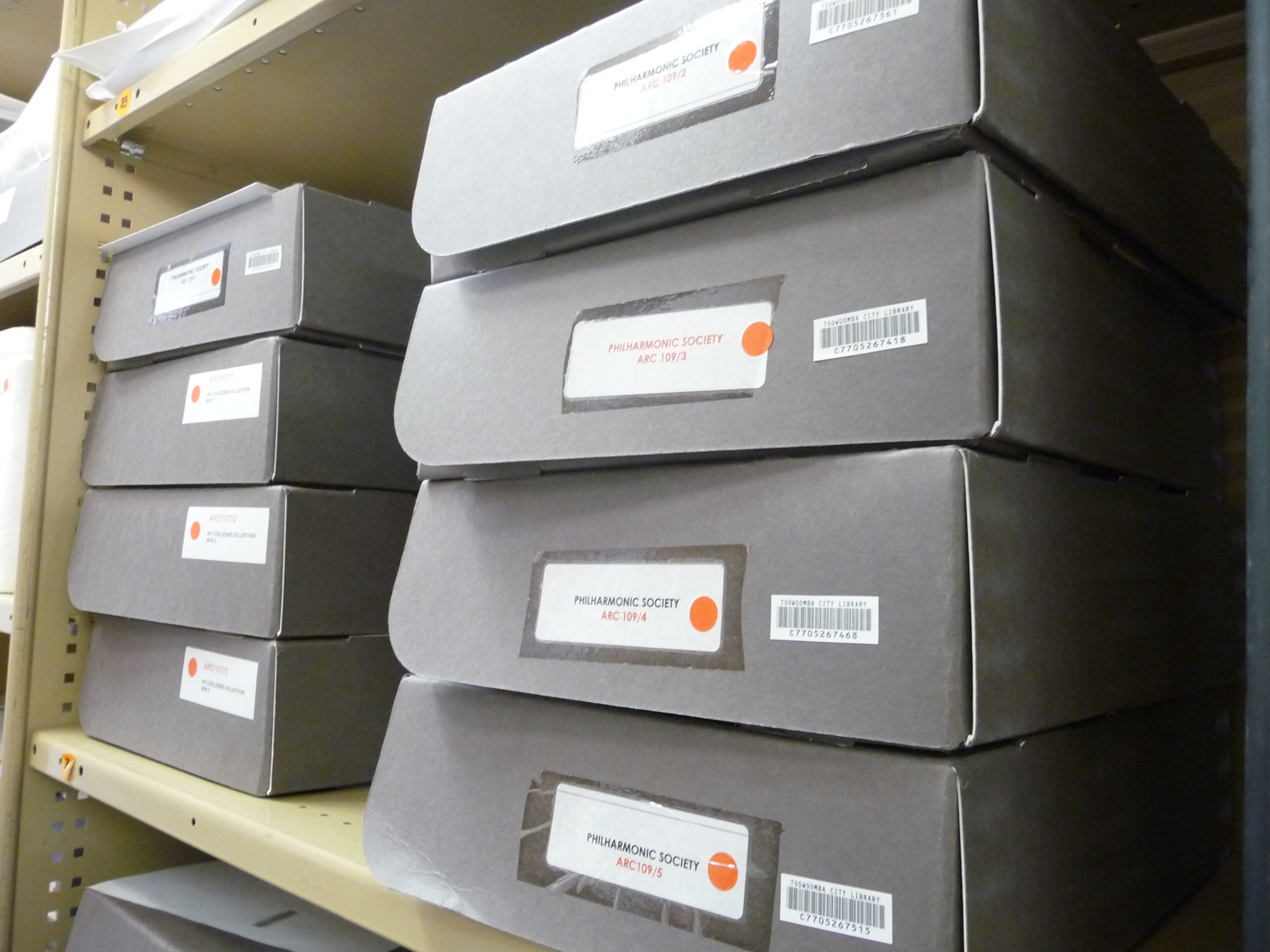
Coleção organizada em arquivo

É essencial que as coleções tenham um sistema organizacional para armazenar e hospedar os objetos. O sistema pode ser baseado em relações de tamanho, material, agrupamento cultural ou histórico, conforme faça sentido para a coleção.

### Limpeza
Manter os espaços limpos e livres de detritos é crucial para a preservação do objeto de várias formas. A principal delas é que isso garante que os objetos não fiquem excessivamente expostos a agentes prejudiciais como poeira, mas também garante que as áreas sejam seguras para pessoas e objetos se moverem, sem obstruções por potenciais perigos. As tarefas que se enquadram nesta alçada incluem inspeção de rotina e limpeza de áreas e objetos de trabalho, e limpeza geral das áreas de trabalho. Espaços e objetos devem ser monitorados e inspecionados regularmente para garantir que qualquer problema seja detectado e resolvido rapidamente ou se observe qualquer mudança de condição.
A regularidade com que se retira a poeira e se faz a limpeza varia de instituição para instituição e dependerá de fatores como tráfego de pedestres, isolamento do espaço da área externa, e quanto tempo leva para o pó se acumular. Como regra geral, as áreas de trabalho devem ser limpas com frequência, as áreas de armazenamento e os móveis menos, e os objetos devem ser limpos ocasionalmente e somente após consulta a um conservador. Dentro das áreas de trabalho, os pisos devem ser varridos ou aspirados e as superfícies de trabalho devem ser limpas e espanadas. As áreas de armazenamento provavelmente precisam de atenção menos frequente, mas ainda devem ter o chão limpo e as superfícies expostas dos móveis de armazenamento, como prateleiras, limpas. Às vezes, os próprios objetos podem precisar de limpeza se não estiverem embalados ou embrulhados. Antes de tirar o pó de um objeto, a condição e a estabilidade precisam ser consideradas, e um conservador deve ser consultado antes de qualquer tentativa. A pesquisa também deve ser feita sobre a melhor forma de limpar um determinado tipo de meio físico ou objeto.